# World Marathon Majors
World Marathon Majors é uma competição em formato de campeonato para maratonistas iniciada em 2006. Ela é composta de sete maratonas anuais realizadas em Chicago, Londres, Boston, Nova York, Berlim, Tóquio e Sydney (esta desde 2024); uma prova bienal, a maratona do Campeonato Mundial de Atletismo e uma quadrienal, a maratona dos Jogos Olímpicos. Cada série WMM se estende por dois anos civis, o segundo ano de uma série se sobrepondo com o primeiro ano da próxima.
Os atletas que competem nestas maratonas recebem pontos por terminarem em qualquer um dos cinco primeiros lugares (1º– 25; 2º– 15; 3º– 10; 4º – 5; 5º – 1). As quatro melhores pontuações no período de dois anos são contadas; se um atleta conseguir pontuar em mais de quatro maratonas, apenas as quatro melhores colocações serão pontuadas. Para estar qualificado ao prêmio final, um atleta precisa competir no mínimo em um das corridas em cada ano-calendário da série.
Para as primeiras três séries, caso houvesse empate na pontuação entre dois ou mais atletas ao final, o critério de desempate era a colocação numa mesma prova que tivessem disputado juntos e, se necessário, o voto dos cinco (então eram cinco provas) diretores de prova para desempatar. Isto ocorreu na competição feminina de 2007-2008, entre a alemã Irina Mikitenko e a etíope Gete Wami, com a alemã sendo proclamada vencedora.
A partir de 2009-2010 os seguintes critérios de desempate foram estabelecidos, em ordem decrescente: o atleta que conseguiu o total de pontos em menos provas; o atleta que venceu mais provas no período; o atleta com a média de tempos mais rápida nas corridas em que pontuou; uma maioria de votos dos diretores de prova. Se ao final se tornar necessário, os diretores de prova podem outorgar o prêmio a dois atletas conjuntamente.
Ao fim de cada série de dois anos-calendário, cada vencedor, homem e mulher, recebe um prêmio individual de US$500 mil, perfazendo um total geral de US$1 milhão distribuídos.

## Maratonas WMM
- Maratona de Tóquio — disputada  em fevereiro
- Maratona de Boston – disputada em abril
- Maratona de Londres – disputada em abril
- Maratona de Sydney – disputada em agosto
- Maratona de Berlim – disputada em setembro
- Maratona de Chicago – disputada em outubro
- Maratona de Nova York – disputada em novembro

## Campeões
| Ano  | Homens                    | País    | Mulheres            | País          |
| ---- | ------------------------- | ------- | ------------------- | ------------- |
| 2024 | Benson Kipruto            | Quénia  | Hellen Obiri        | Quénia        |
| 2023 | Kelvin Kiptum             | Quénia  | Sifan Hassan        | Países Baixos |
| 2022 | Eliud Kipchoge            | Quénia  | Gotytom Gebreslase  | Etiópia       |
| 2021 | Albert Korir              | Quénia  | Joyciline Jepkosgei | Quénia        |
| 2020 | não houve                 |         | pandemia COVID      |               |
| 2019 | Albert Korir              | Quénia  | Peres Jepchirchir   | Quénia        |
| 2018 | Eliud Kipchoge            | Quénia  | Brigid Kosgei       | Quénia        |
| 2017 | Eliud Kipchoge            | Quénia  | Mary Keitany        | Quénia        |
| 2016 | Eliud Kipchoge            | Quénia  | Edna Kiplagat       | Quénia        |
| 2015 | Eliud Kipchoge            | Quénia  | Mary Keitany        | Quénia        |
| 2014 | Wilson Kipsang            | Quénia  | Edna Kiplagat       | Quénia        |
| 2013 | Tsegay Kebede             | Etiópia | Priscah Jeptoo      | Quénia        |
| 2012 | Geoffrey Mutai            | Quénia  | Mary Keitany        | Quénia        |
| 2011 | Emmanuel Mutai            | Quénia  | Edna Kiplagat       | Quénia        |
| 2010 | Samuel Wanjiru            | Quénia  | Irina Mikitenko     | Alemanha      |
| 2009 | Samuel Wanjiru            | Quénia  | Irina Mikitenko     | Alemanha      |
| 2008 | Martin Lel                | Quénia  | Irina Mikitenko     | Alemanha      |
| 2007 | Robert Kipkoech Cheruiyot | Quénia  | Gete Wami           | Etiópia       |